# Cadel Evans Great Ocean Road Race Women 2020
La 6e édition de la Cadel Evans Great Ocean Road Race Women a lieu le 1er février 2020. C'est la première épreuve de l'UCI World Tour féminin 2020. La course est remportée par l'Allemande Liane Lippert.

## Équipes
| UCI Women's WorldTeams (6)- Alé BTC Ljubljana - Canyon-SRAM Racing - FDJ-Nouvelle Aquitaine-Futuroscope - Mitchelton-Scott - Sunweb Women - Trek-Segafredo Équipes féminines continentales (7)- Agolico - Astana Women's - BePink - Doltcini-Van Eyck Sport - Rally - RoxSolt Attaquer - Tibco-Silicon Valley Bank Équipe nationale- Australie |
| |

## Récit de course
Les conditions de course sont difficiles avec de la pluie et du vent. Au bout de sept kilomètre, Madeline Wright et Marieke van Witzenburg s'échappent. Elles sont reprises peu avant le kilomètre vingt-quatre. Wright repart immédiatement après avec Silvia Valsecchi, Maaike Boogaard, Minke Bakker et Jade Wiel. Elles ont quatre minutes d'avance à quarante-trois kilomètres de l'arrivée. À vingt kilomètres du but, une chute importante a lieu dans le peloton. Elles sont alors une trentaine en tête. L'échappée est ensuite reprise. Chloe Hosking place un bref contre. À neuf kilomètres de l'arrivée, la côte de Challambra opère la sélection. Liane Lippert, Tayler Wiles et Brodie Chapman se placent en tête. Un groupe de douze coureuses passent le sommet. Sur la dernière ascension du parcours, la Melville Avenue, Liane Lippert attaque. Elle n'est plus revue et s'impose seule. Derrière, Arlenis Sierra devance Amanda Spratt.

## Classements

### Classement final
| \| Classement général \| Classement général \| Classement général \| Classement général \| Classement général \| \| Coureuse \| Coureuse \| Pays \| Équipe \| Temps \| \| ------------------ \| ------------------ \| ------------------ \| ---------------------------------- \| ------------------ \| \| 1re \| Liane Lippert \| Allemagne \| Sunweb \| 3 h 17 min 46 s \| \| 2e \| Arlenis Sierra \| Cuba \| Astana Women's Team \| + 15 s \| \| 3e \| Amanda Spratt \| Australie \| Mitchelton-Scott \| + 15 s \| \| 4e \| Tayler Wiles \| États-Unis \| Trek-Segafredo \| + 15 s \| \| 5e \| Leah Kirchmann \| Canada \| Sunweb \| + 21 s \| \| 6e \| Chloe Hosking \| Australie \| Rally Cycling \| + 21 s \| \| 7e \| Lauren Stephens \| États-Unis \| Tibco-Silicon Valley Bank \| + 21 s \| \| 8e \| Ruth Edwards \| États-Unis \| Trek-Segafredo \| + 21 s \| \| 9e \| Ella Harris \| Nouvelle-Zélande \| Canyon-SRAM Racing \| + 21 s \| \| 10e \| Brodie Chapman \| Australie \| FDJ-Nouvelle Aquitaine-Futuroscope \| + 21 s \| |                 |                  |                                    |                 |
| |                 |                  |                                    |                 |
| Source : Cycling Quotient |                 |                  |                                    |                 |
| Classement général |                 |                  |                                    |                 |
| Coureuse | Coureuse        | Pays             | Équipe                             | Temps           |
| 1re | Liane Lippert   | Allemagne        | Sunweb                             | 3 h 17 min 46 s |
| 2e | Arlenis Sierra  | Cuba             | Astana Women's Team                | + 15 s          |
| 3e | Amanda Spratt   | Australie        | Mitchelton-Scott                   | + 15 s          |
| 4e | Tayler Wiles    | États-Unis       | Trek-Segafredo                     | + 15 s          |
| 5e | Leah Kirchmann  | Canada           | Sunweb                             | + 21 s          |
| 6e | Chloe Hosking   | Australie        | Rally Cycling                      | + 21 s          |
| 7e | Lauren Stephens | États-Unis       | Tibco-Silicon Valley Bank          | + 21 s          |
| 8e | Ruth Edwards    | États-Unis       | Trek-Segafredo                     | + 21 s          |
| 9e | Ella Harris     | Nouvelle-Zélande | Canyon-SRAM Racing                 | + 21 s          |
| 10e | Brodie Chapman  | Australie        | FDJ-Nouvelle Aquitaine-Futuroscope | + 21 s          |

### UCI World Tour

#### Points attribués
| Position           | 1er | 2e  | 3e  | 4e  | 5e  | 6e  | 7e  | 8e  | 9e | 10e | 11e | 12e | 13e | 14e | 15e | 16e à 20e | 21e à 30e | 31e à 40e |
| Classement général | 400 | 320 | 260 | 220 | 180 | 140 | 120 | 100 | 80 | 68  | 56  | 48  | 40  | 32  | 28  | 24        | 16        | 8         |

| Classement par points | Classement par points | Classement par points | Classement par points              | Classement par points |
| Coureuse              | Coureuse              | Pays                  | Équipe                             | Points                |
| --------------------- | --------------------- | --------------------- | ---------------------------------- | --------------------- |
| 1re                   | Liane Lippert         | Allemagne             | Sunweb                             | 400 pts               |
| 2e                    | Arlenis Sierra        | Cuba                  | Astana Women's Team                | 320 pts               |
| 3e                    | Amanda Spratt         | Australie             | Mitchelton-Scott                   | 260 pts               |
| 4e                    | Tayler Wiles          | États-Unis            | Trek-Segafredo                     | 220 pts               |
| 5e                    | Leah Kirchmann        | Canada                | Sunweb                             | 180 pts               |
| 6e                    | Chloe Hosking         | Australie             | Rally Cycling                      | 140 pts               |
| 7e                    | Lauren Stephens       | États-Unis            | Tibco-Silicon Valley Bank          | 120 pts               |
| 8e                    | Ruth Edwards          | États-Unis            | Trek-Segafredo                     | 100 pts               |
| 9e                    | Ella Harris           | Nouvelle-Zélande      | Canyon-SRAM Racing                 | 80 pts                |
| 10e                   | Brodie Chapman        | Australie             | FDJ-Nouvelle Aquitaine-Futuroscope | 68 pts                |

| Classement par points | Classement par points | Classement par points | Classement par points              | Classement par points |
| Coureuse              | Coureuse              | Pays                  | Équipe                             | Points                |
| --------------------- | --------------------- | --------------------- | ---------------------------------- | --------------------- |
| 1re                   | Liane Lippert         | Allemagne             | Sunweb                             | 400 pts               |
| 2e                    | Arlenis Sierra        | Cuba                  | Astana Women's Team                | 320 pts               |
| 3e                    | Amanda Spratt         | Australie             | Mitchelton-Scott                   | 260 pts               |
| 4e                    | Tayler Wiles          | États-Unis            | Trek-Segafredo                     | 220 pts               |
| 5e                    | Leah Kirchmann        | Canada                | Sunweb                             | 180 pts               |
| 6e                    | Chloe Hosking         | Australie             | Rally Cycling                      | 140 pts               |
| 7e                    | Lauren Stephens       | États-Unis            | Tibco-Silicon Valley Bank          | 120 pts               |
| 8e                    | Ruth Edwards          | États-Unis            | Trek-Segafredo                     | 100 pts               |
| 9e                    | Ella Harris           | Nouvelle-Zélande      | Canyon-SRAM Racing                 | 80 pts                |
| 10e                   | Brodie Chapman        | Australie             | FDJ-Nouvelle Aquitaine-Futuroscope | 68 pts                |

| Classement du meilleur jeune | Classement du meilleur jeune | Classement du meilleur jeune | Classement du meilleur jeune | Classement du meilleur jeune |
| Coureuse                     | Coureuse                     | Pays                         | Équipe                       | Points                       |
| ---------------------------- | ---------------------------- | ---------------------------- | ---------------------------- | ---------------------------- |
| 1re                          | Liane Lippert                | Allemagne                    | Sunweb                       | 6 pts                        |
| 2e                           | Ella Harris                  | Nouvelle-Zélande             | Canyon-SRAM Racing           | 4 pts                        |
| 3e                           | Juliette Labous              | France                       | Sunweb                       | 2 pts                        |

| Classement du meilleur jeune | Classement du meilleur jeune | Classement du meilleur jeune | Classement du meilleur jeune | Classement du meilleur jeune |
| Coureuse                     | Coureuse                     | Pays                         | Équipe                       | Points                       |
| ---------------------------- | ---------------------------- | ---------------------------- | ---------------------------- | ---------------------------- |
| 1re                          | Liane Lippert                | Allemagne                    | Sunweb                       | 6 pts                        |
| 2e                           | Ella Harris                  | Nouvelle-Zélande             | Canyon-SRAM Racing           | 4 pts                        |
| 3e                           | Juliette Labous              | France                       | Sunweb                       | 2 pts                        |

| Classement par équipes aux points | Classement par équipes aux points  | Classement par équipes aux points | Classement par équipes aux points |
| Équipe                            | Équipe                             | Pays                              | Points                            |
| --------------------------------- | ---------------------------------- | --------------------------------- | --------------------------------- |
| 1re                               | Sunweb Women                       | Pays-Bas                          | 716 pts                           |
| 2e                                | Trek-Segafredo                     | États-Unis                        | 360 pts                           |
| 3e                                | Astana Women's                     | Kazakhstan                        | 344 pts                           |
| 4e                                | Mitchelton-Scott                   | Australie                         | 284 pts                           |
| 5e                                | Tibco-Silicon Valley Bank          | États-Unis                        | 144 pts                           |
| 6e                                | FDJ-Nouvelle Aquitaine-Futuroscope | France                            | 144 pts                           |
| 7e                                | Rally                              | Canada                            | 140 pts                           |
| 8e                                | Canyon-SRAM Racing                 | Allemagne                         | 112 pts                           |
| 9e                                | RoxSolt Attaquer                   | Nouvelle-Zélande                  | 64 pts                            |
| 10e                               | Doltcini-Van Eyck Sport            | Belgique                          | 32 pts                            |

| Classement par équipes aux points | Classement par équipes aux points  | Classement par équipes aux points | Classement par équipes aux points |
| Équipe                            | Équipe                             | Pays                              | Points                            |
| --------------------------------- | ---------------------------------- | --------------------------------- | --------------------------------- |
| 1re                               | Sunweb Women                       | Pays-Bas                          | 716 pts                           |
| 2e                                | Trek-Segafredo                     | États-Unis                        | 360 pts                           |
| 3e                                | Astana Women's                     | Kazakhstan                        | 344 pts                           |
| 4e                                | Mitchelton-Scott                   | Australie                         | 284 pts                           |
| 5e                                | Tibco-Silicon Valley Bank          | États-Unis                        | 144 pts                           |
| 6e                                | FDJ-Nouvelle Aquitaine-Futuroscope | France                            | 144 pts                           |
| 7e                                | Rally                              | Canada                            | 140 pts                           |
| 8e                                | Canyon-SRAM Racing                 | Allemagne                         | 112 pts                           |
| 9e                                | RoxSolt Attaquer                   | Nouvelle-Zélande                  | 64 pts                            |
| 10e                               | Doltcini-Van Eyck Sport            | Belgique                          | 32 pts                            |

## Liste des participantes
| Légende | Légende                                                                         | Légende | Légende                                                    |
| ------- | ------------------------------------------------------------------------------- | ------- | ---------------------------------------------------------- |
| Num     | Dossard de départ porté par le coureur sur ce Cadel Evans Great Ocean Road Race | Pos     | Position à l'arrivée de la course                          |
|         | Indique un maillot de champion national ou mondial, suivi de sa spécialité      | NP      | Indique un coureur qui n'a pas pris le départ de la course |
| AB      | Indique un coureur qui n'a pas terminé la course                                | HD      | Indique un coureur qui a terminé la course hors des délais |

| Astana Women's Team ASA | Astana Women's Team ASA      | Astana Women's Team ASA |
| ----------------------- | ---------------------------- | ----------------------- |
| Num                     | Coureuse                     | Pos                     |
| 1                       | Arlenis Sierra (CUB) (route) | 2e                      |
| 2                       | Francesca Pattaro (ITA)      | 52e                     |
| 3                       | Katia Ragusa (ITA)           | 16e                     |
| 4                       | Lizbeth Salazar (MEX)        | AB                      |
| 5                       | Maryna Ivaniuk (UKR)         | 45e                     |

| Mitchelton-Scott MTS | Mitchelton-Scott MTS        | Mitchelton-Scott MTS |
| -------------------- | --------------------------- | -------------------- |
| Num                  | Coureuse                    | Pos                  |
| 11                   | Amanda Spratt (AUS) (route) | 3e                   |
| 12                   | Georgia Williams (NZL)      | AB                   |
| 13                   | Jessica Allen (AUS)         | AB                   |
| 14                   | Grace Brown (AUS)           | AB                   |
| 15                   | Lucy Kennedy (AUS)          | 19e                  |
| 16                   | Jessica Roberts (GBR)       | AB                   |

| Sunweb SUN | Sunweb SUN            | Sunweb SUN |
| ---------- | --------------------- | ---------- |
| Num        | Coureuse              | Pos        |
| 21         | Pfeiffer Georgi (GBR) | 17e        |
| 22         | Leah Kirchmann (CAN)  | 5e         |
| 23         | Juliette Labous (FRA) | 11e        |
| 24         | Liane Lippert (GER)   | 1re        |
| 25         | Anna Henderson (GBR)  | 13e        |
| 26         | Julia Soek (NED)      | 21e        |

| Trek-Segafredo TFS | Trek-Segafredo TFS         | Trek-Segafredo TFS |
| ------------------ | -------------------------- | ------------------ |
| Num                | Coureuse                   | Pos                |
| 31                 | Lotta Henttala (FIN)       | 14e                |
| 32                 | Anna Plichta (POL)         | 51e                |
| 33                 | Abigail Van Twisk (GBR)    | AB                 |
| 34                 | Tayler Wiles (USA)         | 4e                 |
| 35                 | Ruth Edwards (USA) (route) | 8e                 |
| 36                 | Trixi Worrack (GER)        | 34e                |

| Canyon-SRAM Racing CSR | Canyon-SRAM Racing CSR | Canyon-SRAM Racing CSR |
| ---------------------- | ---------------------- | ---------------------- |
| Num                    | Coureuse               | Pos                    |
| 41                     | Tiffany Cromwell (AUS) | AB                     |
| 42                     | Tanja Erath (GER)      | 37e                    |
| 43                     | Ella Harris (NZL)      | 9e                     |
| 44                     | Hannah Ludwig (GER)    | 32e                    |
| 45                     | Jess Pratt (AUS)       | 55e                    |
| 46                     | Alexis Magner (USA)    | 22e                    |

| Alé BTC Ljubljana ALE | Alé BTC Ljubljana ALE    | Alé BTC Ljubljana ALE |
| --------------------- | ------------------------ | --------------------- |
| Num                   | Coureuse                 | Pos                   |
| 51                    | Maaike Boogaard (NED)    | 25e                   |
| 52                    | Tatiana Guderzo (ITA)    | AB                    |
| 53                    | Anastasia Chursina (RUS) | 58e                   |
| 54                    | Jutatip Maneephan (THA)  | 50e                   |
| 55                    | Urša Pintar (SLO)        | AB                    |
| 56                    | Anna Trevisi (ITA)       | AB                    |

| Tibco-Silicon Valley Bank TIB | Tibco-Silicon Valley Bank TIB | Tibco-Silicon Valley Bank TIB |
| ----------------------------- | ----------------------------- | ----------------------------- |
| Num                           | Coureuse                      | Pos                           |
| 61                            | Lauren Stephens (USA)         | 7e                            |
| 62                            | Erica Clevenger (USA)         | 54e                           |
| 63                            | Sarah Gigante (AUS)           | 24e                           |
| 64                            | Jenelle Crooks (AUS)          | AB                            |
| 65                            | Sharlotte Lucas (NZL)         | AB                            |
| 66                            | Nina Kessler (NED)            | 33e                           |

| Agolico AGO | Agolico AGO                   | Agolico AGO |
| ----------- | ----------------------------- | ----------- |
| Num         | Coureuse                      | Pos         |
| 71          | Denisse Ahumada (CHI) (route) | 48e         |
| 72          | Anet Barrera (MEX) (route)    | 43e         |
| 73          | Ariadna Gutiérrez (MEX)       | 47e         |
| 74          | Jennifer Morales (CRC)        | 46e         |
| 75          | Marcela Prieto (MEX)          | 49e         |
| 76          | Andrea Ramírez (MEX)          | AB          |

| FDJ-Nouvelle Aquitaine-Futuroscope FDJ | FDJ-Nouvelle Aquitaine-Futuroscope FDJ | FDJ-Nouvelle Aquitaine-Futuroscope FDJ |
| -------------------------------------- | -------------------------------------- | -------------------------------------- |
| Num                                    | Coureuse                               | Pos                                    |
| 81                                     | Brodie Chapman (AUS)                   | 10e                                    |
| 82                                     | Shara Marche (AUS)                     | 18e                                    |
| 83                                     | Maëlle Grossetête (FRA)                | 28e                                    |
| 84                                     | Victorie Guilman (FRA)                 | AB                                     |
| 85                                     | Lauren Kitchen (AUS)                   | 15e                                    |
| 86                                     | Jade Wiel (FRA) (route)                | 39e                                    |

| Rally Cycling RLW | Rally Cycling RLW             | Rally Cycling RLW |
| ----------------- | ----------------------------- | ----------------- |
| Num               | Coureuse                      | Pos               |
| 91                | Chloe Hosking (AUS)           | 6e                |
| 92                | Kristabel Doebel-Hickok (USA) | AB                |
| 93                | Heidi Franz (USA)             | AB                |
| 94                | Leigh Ann Ganzar (USA)        | AB                |
| 95                | Sara Poidevin (CAN)           | AB                |

| Doltcini-Van Eyck-Proximus DVE | Doltcini-Van Eyck-Proximus DVE | Doltcini-Van Eyck-Proximus DVE |
| ------------------------------ | ------------------------------ | ------------------------------ |
| Num                            | Coureuse                       | Pos                            |
| 101                            | Mieke Docx (BEL)               | 31e                            |
| 102                            | Justine Vromanne (BEL)         | 44e                            |
| 103                            | Minke Bakker (NED)             | 42e                            |
| 104                            | Marieke de Groot (NED)         | 35e                            |
| 105                            | Jenna Merrick (NZL)            | AB                             |
| 106                            | Nicole Hanselmann (SUI)        | 26e                            |

| Bepink BPK | Bepink BPK             | Bepink BPK |
| ---------- | ---------------------- | ---------- |
| Num        | Coureuse               | Pos        |
| 111        | Silvia Valsecchi (ITA) | 40e        |
| 112        | Silvia Zanardi (ITA)   | 53e        |
| 113        | Simona Frapporti (ITA) | 29e        |
| 114        | Marketa Hajkova (CZE)  | AB         |
| 115        | Melissa van Neck (CZE) | 41e        |
| 116        | Grace Anderson (NZL)   | AB         |

| RoxSolt Attaquer RXS | RoxSolt Attaquer RXS  | RoxSolt Attaquer RXS |
| -------------------- | --------------------- | -------------------- |
| Num                  | Coureuse              | Pos                  |
| 121                  | Justine Barrow (AUS)  | 27e                  |
| 122                  | Peta Mullens (AUS)    | 20e                  |
| 123                  | Emily Herfoss (AUS)   | 23e                  |
| 124                  | Bree Wilson (AUS)     | AB                   |
| 125                  | Emma Chilton (AUS)    | AB                   |
| 126                  | Madeline Wright (AUS) | 38e                  |

| Australie AUS | Australie AUS            | Australie AUS |
| ------------- | ------------------------ | ------------- |
| Num           | Coureuse                 | Pos           |
| 131           | Josie Talbot             | 36e           |
| 132           | Ruby Roseman-Gannon      | 12e           |
| 133           | Anya Louw                | 56e           |
| 134           | Sophie Edwards           | 30e           |
| 135           | Alexandra Martin-Wallace | 57e           |
| 136           | Nicole Frain             | AB            |

| Astana Women's Team ASA | Astana Women's Team ASA      | Astana Women's Team ASA |
| ----------------------- | ---------------------------- | ----------------------- |
| Num                     | Coureuse                     | Pos                     |
| 1                       | Arlenis Sierra (CUB) (route) | 2e                      |
| 2                       | Francesca Pattaro (ITA)      | 52e                     |
| 3                       | Katia Ragusa (ITA)           | 16e                     |
| 4                       | Lizbeth Salazar (MEX)        | AB                      |
| 5                       | Maryna Ivaniuk (UKR)         | 45e                     |

| Mitchelton-Scott MTS | Mitchelton-Scott MTS        | Mitchelton-Scott MTS |
| -------------------- | --------------------------- | -------------------- |
| Num                  | Coureuse                    | Pos                  |
| 11                   | Amanda Spratt (AUS) (route) | 3e                   |
| 12                   | Georgia Williams (NZL)      | AB                   |
| 13                   | Jessica Allen (AUS)         | AB                   |
| 14                   | Grace Brown (AUS)           | AB                   |
| 15                   | Lucy Kennedy (AUS)          | 19e                  |
| 16                   | Jessica Roberts (GBR)       | AB                   |

| Sunweb SUN | Sunweb SUN            | Sunweb SUN |
| ---------- | --------------------- | ---------- |
| Num        | Coureuse              | Pos        |
| 21         | Pfeiffer Georgi (GBR) | 17e        |
| 22         | Leah Kirchmann (CAN)  | 5e         |
| 23         | Juliette Labous (FRA) | 11e        |
| 24         | Liane Lippert (GER)   | 1re        |
| 25         | Anna Henderson (GBR)  | 13e        |
| 26         | Julia Soek (NED)      | 21e        |

| Trek-Segafredo TFS | Trek-Segafredo TFS         | Trek-Segafredo TFS |
| ------------------ | -------------------------- | ------------------ |
| Num                | Coureuse                   | Pos                |
| 31                 | Lotta Henttala (FIN)       | 14e                |
| 32                 | Anna Plichta (POL)         | 51e                |
| 33                 | Abigail Van Twisk (GBR)    | AB                 |
| 34                 | Tayler Wiles (USA)         | 4e                 |
| 35                 | Ruth Edwards (USA) (route) | 8e                 |
| 36                 | Trixi Worrack (GER)        | 34e                |

| Canyon-SRAM Racing CSR | Canyon-SRAM Racing CSR | Canyon-SRAM Racing CSR |
| ---------------------- | ---------------------- | ---------------------- |
| Num                    | Coureuse               | Pos                    |
| 41                     | Tiffany Cromwell (AUS) | AB                     |
| 42                     | Tanja Erath (GER)      | 37e                    |
| 43                     | Ella Harris (NZL)      | 9e                     |
| 44                     | Hannah Ludwig (GER)    | 32e                    |
| 45                     | Jess Pratt (AUS)       | 55e                    |
| 46                     | Alexis Magner (USA)    | 22e                    |

| Alé BTC Ljubljana ALE | Alé BTC Ljubljana ALE    | Alé BTC Ljubljana ALE |
| --------------------- | ------------------------ | --------------------- |
| Num                   | Coureuse                 | Pos                   |
| 51                    | Maaike Boogaard (NED)    | 25e                   |
| 52                    | Tatiana Guderzo (ITA)    | AB                    |
| 53                    | Anastasia Chursina (RUS) | 58e                   |
| 54                    | Jutatip Maneephan (THA)  | 50e                   |
| 55                    | Urša Pintar (SLO)        | AB                    |
| 56                    | Anna Trevisi (ITA)       | AB                    |

| Tibco-Silicon Valley Bank TIB | Tibco-Silicon Valley Bank TIB | Tibco-Silicon Valley Bank TIB |
| ----------------------------- | ----------------------------- | ----------------------------- |
| Num                           | Coureuse                      | Pos                           |
| 61                            | Lauren Stephens (USA)         | 7e                            |
| 62                            | Erica Clevenger (USA)         | 54e                           |
| 63                            | Sarah Gigante (AUS)           | 24e                           |
| 64                            | Jenelle Crooks (AUS)          | AB                            |
| 65                            | Sharlotte Lucas (NZL)         | AB                            |
| 66                            | Nina Kessler (NED)            | 33e                           |

| Agolico AGO | Agolico AGO                   | Agolico AGO |
| ----------- | ----------------------------- | ----------- |
| Num         | Coureuse                      | Pos         |
| 71          | Denisse Ahumada (CHI) (route) | 48e         |
| 72          | Anet Barrera (MEX) (route)    | 43e         |
| 73          | Ariadna Gutiérrez (MEX)       | 47e         |
| 74          | Jennifer Morales (CRC)        | 46e         |
| 75          | Marcela Prieto (MEX)          | 49e         |
| 76          | Andrea Ramírez (MEX)          | AB          |

| FDJ-Nouvelle Aquitaine-Futuroscope FDJ | FDJ-Nouvelle Aquitaine-Futuroscope FDJ | FDJ-Nouvelle Aquitaine-Futuroscope FDJ |
| -------------------------------------- | -------------------------------------- | -------------------------------------- |
| Num                                    | Coureuse                               | Pos                                    |
| 81                                     | Brodie Chapman (AUS)                   | 10e                                    |
| 82                                     | Shara Marche (AUS)                     | 18e                                    |
| 83                                     | Maëlle Grossetête (FRA)                | 28e                                    |
| 84                                     | Victorie Guilman (FRA)                 | AB                                     |
| 85                                     | Lauren Kitchen (AUS)                   | 15e                                    |
| 86                                     | Jade Wiel (FRA) (route)                | 39e                                    |

| Rally Cycling RLW | Rally Cycling RLW             | Rally Cycling RLW |
| ----------------- | ----------------------------- | ----------------- |
| Num               | Coureuse                      | Pos               |
| 91                | Chloe Hosking (AUS)           | 6e                |
| 92                | Kristabel Doebel-Hickok (USA) | AB                |
| 93                | Heidi Franz (USA)             | AB                |
| 94                | Leigh Ann Ganzar (USA)        | AB                |
| 95                | Sara Poidevin (CAN)           | AB                |

| Doltcini-Van Eyck-Proximus DVE | Doltcini-Van Eyck-Proximus DVE | Doltcini-Van Eyck-Proximus DVE |
| ------------------------------ | ------------------------------ | ------------------------------ |
| Num                            | Coureuse                       | Pos                            |
| 101                            | Mieke Docx (BEL)               | 31e                            |
| 102                            | Justine Vromanne (BEL)         | 44e                            |
| 103                            | Minke Bakker (NED)             | 42e                            |
| 104                            | Marieke de Groot (NED)         | 35e                            |
| 105                            | Jenna Merrick (NZL)            | AB                             |
| 106                            | Nicole Hanselmann (SUI)        | 26e                            |

| Bepink BPK | Bepink BPK             | Bepink BPK |
| ---------- | ---------------------- | ---------- |
| Num        | Coureuse               | Pos        |
| 111        | Silvia Valsecchi (ITA) | 40e        |
| 112        | Silvia Zanardi (ITA)   | 53e        |
| 113        | Simona Frapporti (ITA) | 29e        |
| 114        | Marketa Hajkova (CZE)  | AB         |
| 115        | Melissa van Neck (CZE) | 41e        |
| 116        | Grace Anderson (NZL)   | AB         |

| RoxSolt Attaquer RXS | RoxSolt Attaquer RXS  | RoxSolt Attaquer RXS |
| -------------------- | --------------------- | -------------------- |
| Num                  | Coureuse              | Pos                  |
| 121                  | Justine Barrow (AUS)  | 27e                  |
| 122                  | Peta Mullens (AUS)    | 20e                  |
| 123                  | Emily Herfoss (AUS)   | 23e                  |
| 124                  | Bree Wilson (AUS)     | AB                   |
| 125                  | Emma Chilton (AUS)    | AB                   |
| 126                  | Madeline Wright (AUS) | 38e                  |

| Australie AUS | Australie AUS            | Australie AUS |
| ------------- | ------------------------ | ------------- |
| Num           | Coureuse                 | Pos           |
| 131           | Josie Talbot             | 36e           |
| 132           | Ruby Roseman-Gannon      | 12e           |
| 133           | Anya Louw                | 56e           |
| 134           | Sophie Edwards           | 30e           |
| 135           | Alexandra Martin-Wallace | 57e           |
| 136           | Nicole Frain             | AB            |